# The Drawn Together Movie: The Movie!
Pour plus de détails, voir Fiche technique et Distribution.
The Drawn Together Movie: The Movie! est un film américain réalisé par Greg Franklin, sorti en 2010. Le film est adapté de la série Drawn Together.

## Synopsis
Huit participants à une émission de téléréalité se rendent compte que leur émission est annulée et partent prendre l'air.

## Fiche technique
- Titre : The Drawn Together Movie: The Movie!
- Réalisation : Greg Franklin
- Scénario : Dave Jeser et Matthew Silverstein
- Musique : Eban Schletter
- Montage : Tony Christopherson
- Production : Brendan Burch et Richard Quan
- Société de production : Comedy Central et Six Point Harness
- Pays :  États-Unis
- Genre : Animation et comédie noire
- Durée : 70 minutes
- Dates de sortie : 
  -  États-Unis : 20 avril 2010
- Interdit aux moins de 12 ans

## Doublage
- Adam Carolla : Spanky Ham
- Carol Channing : Chanteuse
- Christine Ebersole : Chanteuse
- Jess Harnell : Capitaine Hero / le roi / Vil Coyote
- Seth MacFarlane : Intelligent Smart Robotic Animated Eraser Lady
- Jack Plotnick : Xandir P. Wifflebottom
- Tara Strong : Princesse Clara / Toot Braunstein
- Cree Summer : Foxxy Love / la fille de Suck My Taint
- James Arnold Taylor : Wooldoor Sockbat / le producteur juif / Barney Rubble
- Vernon Wells : le patron de chaîne
- Kaitlyn Robrock : la jolie fille du bar / la vieille dame #2 / la Schtroumpfette

## Accueil
R. L. Shaffer pour IGN considère que le potentiel comique du film est gâché par des gags simples et des blagues à caractère sexuel ennuyeuses.